# Konsum-Marke

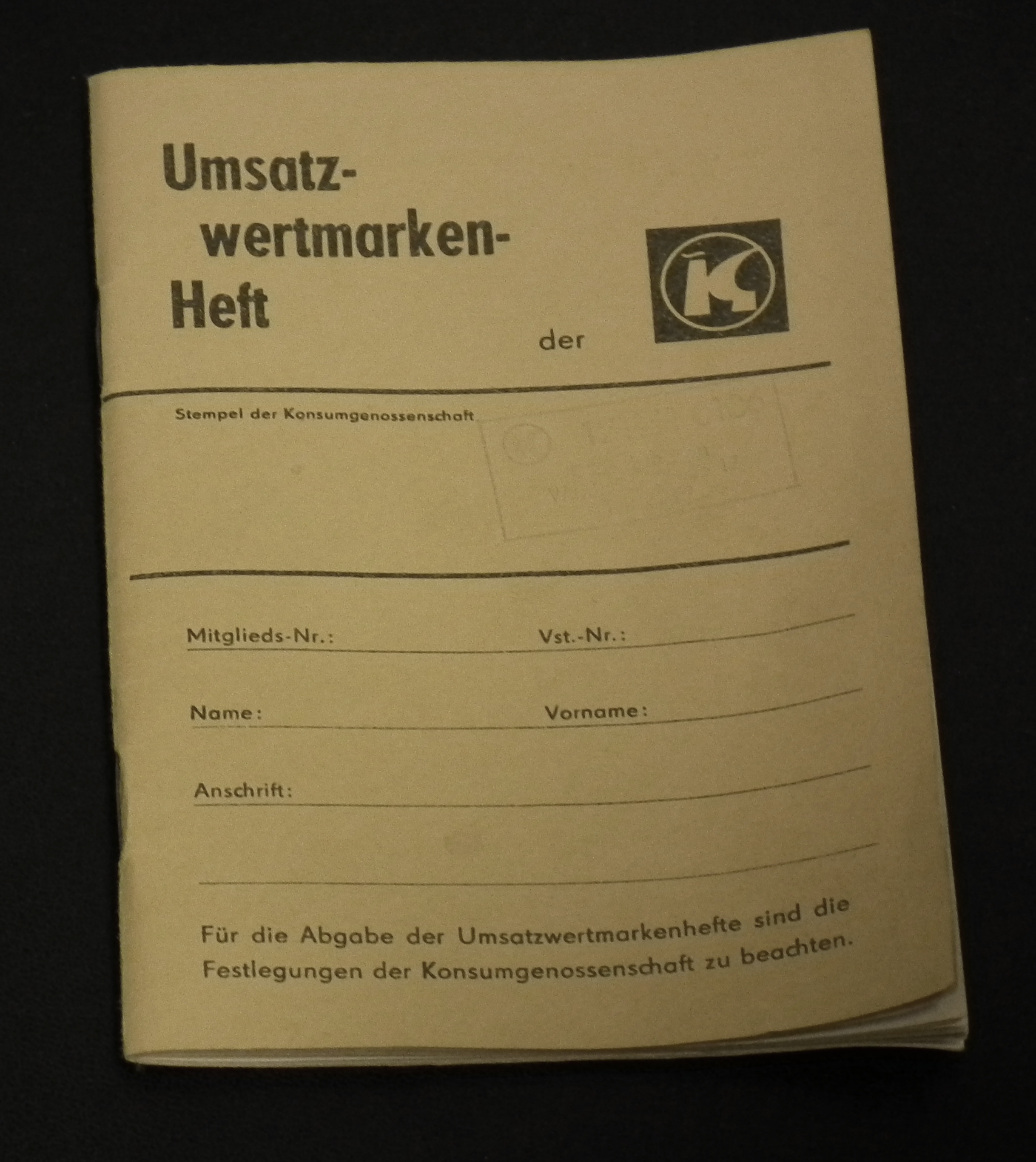
Beitragsmarkenheft

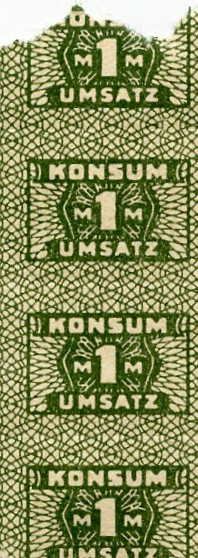
1-Mark-Rabattmarken

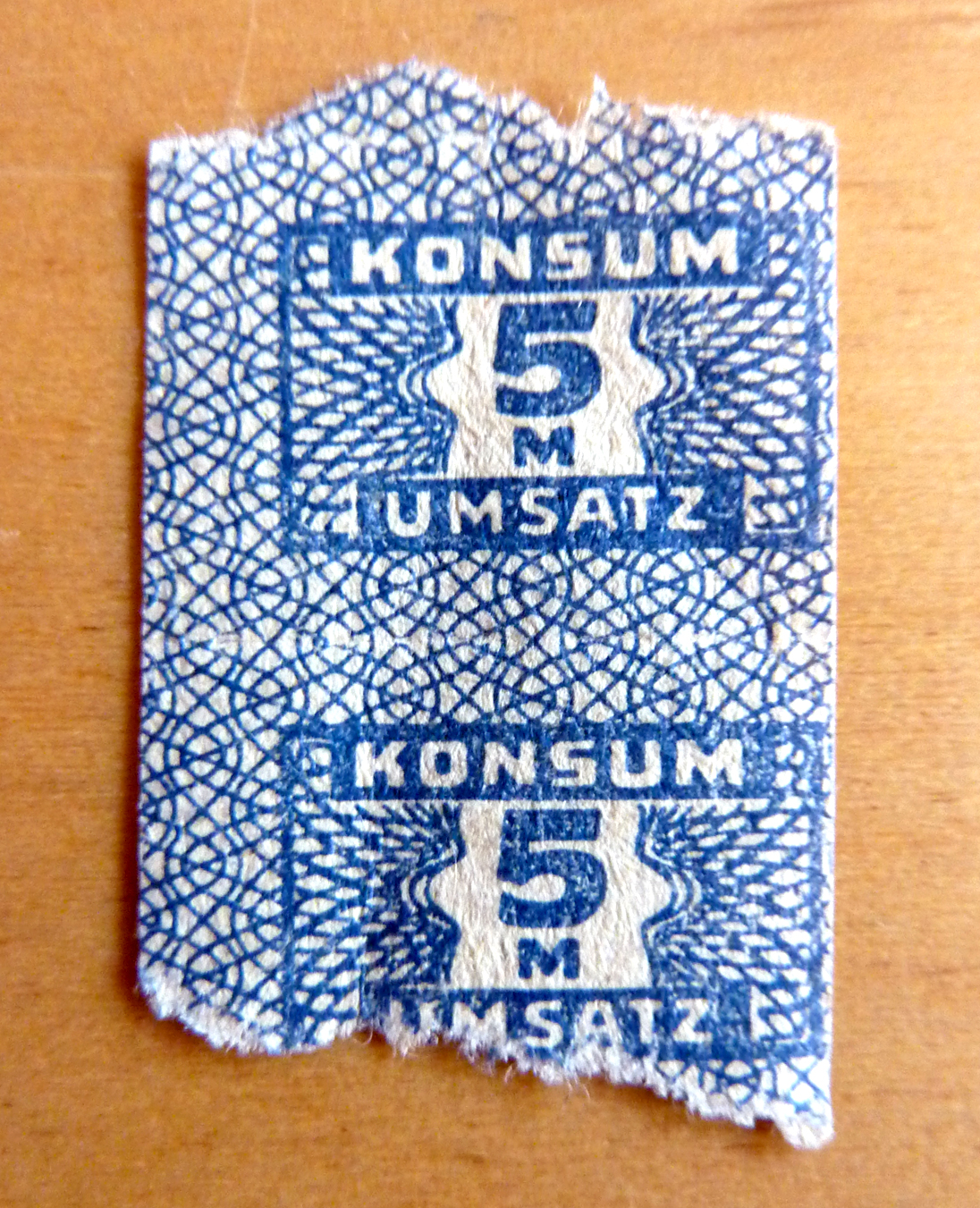
Zwei Konsum-Marken zu 5 DDR-Mark

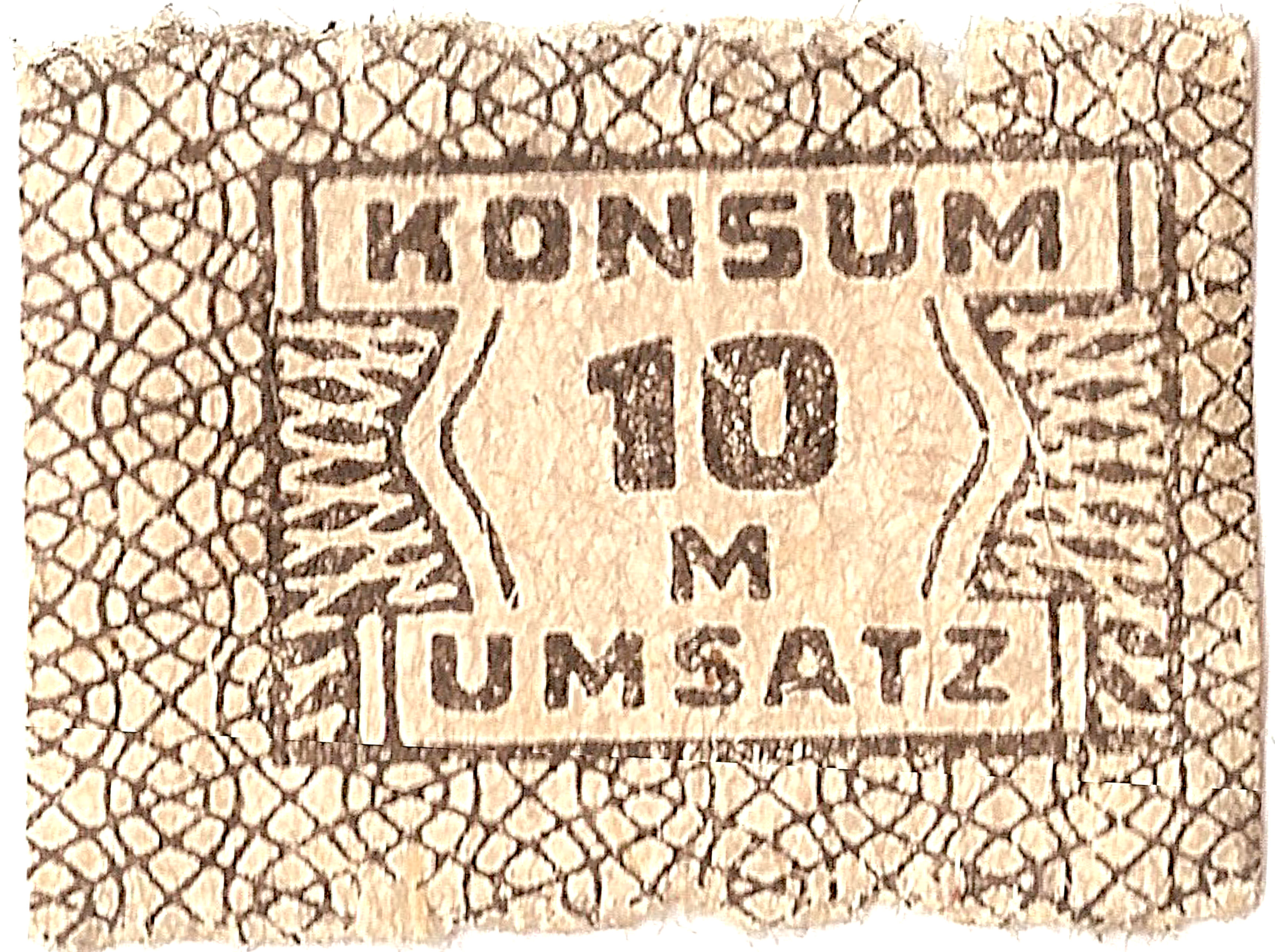
10 Mark-
Konsum-Marke

Konsum-Marken waren Rabattmarken der Konsumgenossenschaften in der DDR.

## Organisationsprinzip für Rückzahlungen
Für jeden Einkauf in einer Konsum-Verkaufsstelle gab es für Mitglieder der Konsumgenossenschaft Wertmarken in Höhe des getätigten Umsatzes – aufgerundet auf ganze Mark-Beträge. Die Marken klebte man dann bis zum Jahresende in gelbe Din-A-6-Heftchen. Besonders für die Einer und Fünfer brauchte man meist zusätzliche Einlegeblätter. Die zusammengerechneten und mit den Rabattmarken nachgewiesenen Umsätze wurden an die Konsumzentralen in den einzelnen Städten oder Bezirken eingereicht. Nach einer Überprüfungszeit erhielt das Konsummitglied zu einem zuvor bekannt gegebenen Termin in der entsprechenden Verkaufseinrichtung eine Rückvergütung in bar ausgezahlt. Die Höhe der Rückerstattung war regional verschieden und betrug etwa 1,8 Prozent vom Umsatz.
Ein nahezu identisches Rabattsystem wurde bis zur Umwandlung in die co op AG auch bei den Konsumgenossenschaften in der Bundesrepublik verwendet. Der Rabattsatz betrug hier 3 Prozent.

## Wertmarken
Die grünen Wertmarken gab es für eine Mark Umsatz, blaue für fünf, graue für zehn und rote für zwanzig oder fünfzig.